# His Wooden Wedding
His Wooden Wedding è un film del 1925, diretto da Leo McCarey con Charley Chase.

## Trama
Prima del matrimonio, allo sposo arriva una lettera con scritto che la donna che sta per sposare ha una gamba di legno, ma ciò non è vero. Lo sposo ci crede e lascia la chiesa durante la cerimonia urlando che non sposa la donna perché ha la gamba di legno. Ella scoppia in lacrime e l'ingannato si ubriaca e dice ad un suo amico, colui che ha scritto la lettera, di lasciare alla donna l'anello; invece lui le dice che lo sposo lo rivuole. L'imbroglione nasconde l'anello nel cappello dell'amico e non riesce a recuperarlo. Deve quindi seguirlo nella crociera nei mari del sud che lo sposo decide di fare. Il padre della sposa e la sposa lo seguono con lo yacht per chiarire l'equivoco. Quando lo sposo trova nel cappello l'anello e una lettera da parte della moglie mandatagli dopo l'annullamento del matrimonio, egli vuole suicidarsi, ma poi vede lo yacht e lo raggiunge, riconciliandosi con la sposa.